# Диоксидибромид рения
Диоксидибромид рения — неорганическое соединение, оксосоль металла рения и бромистоводородной кислоты с формулой ReO2Br2.

## Получение
- Действие паров брома на оксид рения(VII):

{\displaystyle {\mathsf {2Re_{2}O_{7}+4Br_{2}\ {\xrightarrow {}}\ 4ReO_{2}Br_{2}+3O_{2}}}}